# Herb Koźmina Wielkopolskiego
Herb Koźmina Wielkopolskiego – jeden z symboli miasta Koźmin Wielkopolski i gminy Koźmin Wielkopolski w postaci herbu.

## Wygląd i symbolika
Herb przedstawia umieszczony w czerwonej tarczy o złotym obrzeżu Orzeł Biały bez korony.

## Historia
Godło herbowe przedstawiające książęcego orła piastowskiego bez korony używane jest od XIII wieku. W okresie zaboru pruskiego wprowadzano inne wzory, m.in. z orłem pruskim lub z wizerunkami patronów miasta – św. Wawrzyńca i Floriana. Do pierwotnego herbu powrócono w 1896. 30 grudnia 1991 Rada Miasta zatwierdziła herb w uchwale a jego wizerunek oparto na wzorze umieszczonym na sztandarze Koła Śpiewaczego w Koźminie, pochodzącym z 1892.